# Onthophagus incollaris
Onthophagus incollaris là một loài bọ cánh cứng trong họ Bọ hung (Scarabaeidae).